# Salma
Salma er en animationsfilm instrueret af Martin Sand Vallespir efter manuskript af Michael Valeur og Jericca Cleland.

## Handling
Salma handler om en pige der bor i et land der er ved at komme sig efter krig. En dag bliver hendes far dræbt i et sprænghoved-uheld. Denne tragisk hændelse slører hendes tanker og efterlader hende desperat og alene.